# Deuxième circonscription du Nord de 1945 à 1958
La 2e circonscription du Nord était l'une des 3 circonscriptions législatives françaises que comptait le département du Nord de 1945 à 1958,. 

## Description géographique et démographique
La deuxième circonscription du Nord était située à la périphérie de l'agglomération Lilloise. Située entre la Belgique et le Pas-de-Calais est centrée autour de la ville de Lille.
Elle regroupait les divisions administratives suivantes : Canton d'Armentières ; Canton de La Bassée ; Canton de Cysoing ; Canton d'Haubourdin ; Canton de Lannoy ; Canton de Lille-Centre ; Canton de Lille-Est ; Canton de Lille-Nord ; Canton de Lille-Nord-Est ; Canton de Lille-Ouest ; Canton de Lille-Sud ; Canton de Lille-Sud-Est ; Canton de Lille-Sud-Ouest ; Canton de Marcq-en-Barœul ; Canton de Pont-à-Marcq ; Canton de Quesnoy-sur-Deûle ; Canton de Roubaix-Centre - Canton de Roubaix-Est ; Canton de Roubaix-Nord ; Canton de Roubaix-Ouest ; Canton de Seclin ; Canton de Tourcoing-Nord ; Canton de Tourcoing-Nord-Est et le Canton de Tourcoing-Sud. 

## Historique des députations
| Législature                          | Début de mandat  | Fin de mandat     | Députés élus | Parti politique                                                                  | Observations |
| ------------------------------------ | ---------------- | ----------------- | --- | -------------------------------------------------------------------------------- | ------------ |
| 1re Assemblée nationale constituante | 21 octobre 1945  | 10 juin 1946      | Maurice Schumann Robert Prigent Robert Pouille Augustin Laurent Denis Cordonnier Arthur Ramette Eugène Doyen Jean Courtecuisse Rachel Lempereur                            | MRP SFIO PCF MRP SFIO                                                            |              |
| 2e Assemblée nationale constituante  | 2 juin 1946      | 27 novembre 1946  | Maurice Schumann Jules Duquesne Louis Christiaens Augustin Laurent Denis Cordonnier Arthur Ramette Eugène Doyen Jean Catrice Rachel Lempereur                              | MRP RI SFIO PCF MRP SFIO                                                         |              |
| 1re législature                      | 10 novembre 1946 | 4 juillet 1951    | Maurice Schumann Jules Duquesne Louis Christiaens Paul Theeten Augustin Laurent Denis Cordonnier Arthur Ramette Eugène Doyen Isabelle Claeys Jean Catrice Rachel Lempereur | MRP RI SFIO PCF (démission de son siège de député le 14 avril 1949) PCF MRP SFIO |              |
| 2e législature                       | 17 juin 1951     | 1er décembre 1955 | Maurice Schumann Jules Duquesne Louis Christiaens Denis Cordonnier Victor Provo Paul Delmotte Jean Catrice Marcel Guislain Émile Dubois Rachel Lempereur Arthur Notebart   | MRP RI SFIO (décès le 5 octobre 1952 remplacé par Victor Provo) SFIO MRP SFIO    |              |
| 3e législature                       | 2 janvier 1956   | 8 décembre 1958   | Maurice Schumann Jules Duquesne Louis Christiaens Victor Provo Georges Helluin Gustave Ansart Arthur Ramette Marcel Guislain Rachel Lempereur Arthur Notebart              | MRP RI SFIO UFF PCF SFIO                                                         |              |